# Боксит
Бокситът е твърда, подобна на камък, слабо уплътнена скална порода, обикновено състояща се от един или повече хидроксиди на алуминия и желязото, понякога примесени с глинести минерали. Това е най-важната алуминиева руда.

## История
Терминът „боксит“ първоначално е приложен към богатите на алуминий червени желязосъдържащите формации, открити през 1821 година от френския геолог Пиер Бертие в близост до село Ле Бо (Lex Baux) в Прованс, Южна Франция, откъдето носи името си. Сега за боксит се приемат алувиалните или седиментни скали, богати на алуминиев хидроксид и съответстващи по състав и свойства на промишлените изисквания за алуминиева руда.

## Морфология
По отношение на формирането си видовете боксит се разделят на латеритни (остатъчни) и седиментни (отложени). Могат да се образуват по два начина:
- В резултат на дълбоко химично изветряне (латеризация) на алумосиликатни скали като гранит, гнайс, базалт, сиенит, глина и шисти, в условия на влажен тропически климат. В този случай бокситът се нарича латеритен или силикатен. Качеството му е по-висок от това на седиментния. Среща се в много страни от тропическия пояс.[1][2]
- В резултат от преноса на продукти от латеритно изветряне на повърхностни скали и тяхното отлагане. Нарича се седиментен или карстов боксит. Той може да бъде или с високо качество, като например залежите в Северен Урал, или с ниско, каквито са Боксонските залежи в Бурятия. Седиментният боксит в Европа и Ямайка лежи над карбонатни скали (варовик и доломит), където се е образувал под въздействието на атмосферните влияния, на вмъкнати глини, или на глинести остатъци, разтворени във варовици.[1][2]

В зависимост от характера на водоемите, в които става утаяването се различават няколко подвида боксит:
– Крайбрежно морски-лагунен боксит. Утаяването става в крайбрежните морски води, където върху неравна повърхност се депозират пластове светли рифови варовици, покрити предимно със слоеве глина или битуминозни варовици. Такива са палеозойските депозити в Урал, Сибир, Централна Азия, мезозойските по Средиземноморието и т.н.
– Континентален – езерен, езерно-блатен, карстов, долинен, делувиален и други. Тук са включени бокситите, които образуват лещи и слоести залежи в долната част на поредица от пясъчно-глинести континентални отложения, лежащи върху ерозирали повърхности на карбонатни и други седиментни скали. Такива са мезозойският боксит в Урал, Казахстан, Средна Азия и някои в тропическия пояс.
Бокситът образува пластообразни и лещовидни тела с различна мощност. Залежите могат да бъдат линейни, изометрични и с неправилна форма. Погледнати във вертикален разрез, често те се състоят от няколко лещовидни тела, разположени едно над друго.
В зависимост от тектоничното разположение формациите на боксит се разделят на платформени и геосинклинални.
- Платформените са метаморфозирани, т.е. строежът и съставът на скалите е променен дълбоко в земната кора, под въздействието на висока температура, налягане и химически активни разтвори. Те имат диаспоров, бьомитов или смесен състав. При допълнителен метаморфизъм на боксита, той може да се превърне в шмиргел.[3]

- Геосинклиналните боксити не претърпяват метаморфизъм и съдържат главно гибсит (Al(OH)3), но понякога в тях може да присъства и бьомит (AlO(OH)). Към тях се отнасят всички неозойски, много от мезозойските и някои палеозойски боксити.[5]

## Структура
Бокситът може да се срещне като конгломерати (пелитов, във вид на ситен или едрозърнест пясъчник, гравелитов) или като конкреции (оолитов, пизолитов, бобообразен). Текстурата е коломорфна (хомогенна, слоиста и т.н.).
Според структурата си бокситът може да бъде:
- плътен (каменист)
- порест
- землист
- ронлив
- глиноподобен

## Разновидности
Бокситът обикновено е изграден предимно от гибсит, с подчиненото участие на диаспор и бьомит.
Според преобладаващия минерален състав съществуват различни видове боксит:
- Монохидроксидни – с преобладаващи диаспор или бьомит
- Трихидроксидни – с преобладаващ гибсит
- Със смесен състав – диаспор-бьомит или бьомит-гибсит.

В зависимост от минералния състав съществува и по-детайлно определяне на видовете боксит:
- Шамозит-бьотитов
- Шамозит-гибситов
- Гибсит-каолинитов
- Гьотит-шамозит-бьомитов
- каолинит-бьомитов

## Свойства
Бокситът е комплексна руда, тъй като може да съдържа химичните елементи галий, желязо, титан, хром, цирконий, ниобий и редкоземни елементи.
Главните рудообразуващи минерали в боксита са гибсит, диаспор, бьомит, гьотит, алумогьотит, хидрогьотит, хидрохематит, алумохематит, каолинит, шамозит, рутил, анатаз, илменит, слюди. Като минерален състав в боксита могат да бъдат включени хематит, железни хидроксиди, каолинит, железни хлорити и други. В малки количества може да съдържа пирит, калцит, сидерит, анатаз, титанов оксид и други.
Обикновено рудата се получава във вид на закръглени зърна, споени в пизолитова или глиноподобна маса. Зърната обикновено показват концентрична структура и променлив цвят от бяло до жълто, кафяво или червено. Бокситът може да има разнообразни цветове, но най-често е червен или кафяв. В зависимост от структурата и минералния си състав, плътността му се движи от 1800 kg/m3 при ронливи боксити, до 3200 kg/m3 при каменисти.

## Добив
Бокситът се добива обикновено в открити рудници и по-рядко – в подземни.
През 1974 година е създадена Международна асоциация на страните, добиващи боксит (International Bauxite Association), основоположници на която са Австралия, Гвинея, Ямайка, Гвиана, Суринам и бившата Социалистическа федеративна република Югославия. По-късно към нея се присъединяват и други държави.
През 2011 година световното производство на алуминий е увеличено с 8̥% в сравнение с това от 2010 г. Това се дължи на разширени, нови и отново отворени мини в Бразилия, Китай, Гвинея, Индия, Ямайка, Суринам и Венецуела.
Световен добив на боксит и резерви (x 1000 тона)
| Държава       | 2010 г. | 2011 г. | Резерви    |
| ------------- | ------- | ------- | ---------- |
| Австралия     | 68 400  | 67 000  | 6 200 000  |
| Бразилия      | 28 100  | 31 000  | 3 600 000  |
| Венецуела     | 2500    | 4500    | 320 000    |
| Виетнам       | 80      | 80      | 2 100 000  |
| Гвиана        | 1760    | 2000    | 850 000    |
| Гвинея        | 17 400  | 18 000  | 7 400 000  |
| Гърция        | 2100    | 2100    | 600 000    |
| Индия         | 18 000  | 20 000  | 900 000    |
| Казахстан     | 5310    | 5400    | 160 000    |
| Китай         | 44 000  | 46 000  | 830 000    |
| Русия         | 5480    | 5800    | 200 000    |
| САЩ           | 0       | 0       | 20 000     |
| Сиера Леоне   | 1090    | 1700    | 180 000    |
| Суринам       | 4000    | 5000    | 580 000    |
| Ямайка        | 8540    | 10 200  | 2 000 000  |
| Други държави | 2630    | 2600    | 3 300 000  |
| Общо          | 209 000 | 220 000 | 29 000 000 |

## Обработка
Изборът на технологичната схема за преработката на боксит зависи от неговия състав. Получаването на алуминий от боксит се осъществява на два етапа. Първо чрез химическа обработка се добива глинозем (алуминиев оксид), а след това, чрез неговата електролиза, се извлича чистият метал.
За получаване на глинозема най-често се използват хидрохимичният метод на Байер или методът на синтероване (стапяне). Съществува и смесен метод Байер-синтероване в едновременни или последователни варианти.
- Принципната схема на процеса на Байер се състои в обработка на ситно натрошения боксит с концентриран натриев хидроксид (NaOH), при температура 150 °С до 200 °С в съд под налягане. В резултат алуминиевият оксид преминава в разтвора под формата на натриев алуминат (NaAl3O2). Извличат се неразтворените съединения като железни оксиди, силициев диоксид, калций, титанов диоксид и някои съединения на алуминия, които не са реагирали на обработката. Пречистеният разтвор се филтрира и сместа се охлажда, като при това се утаява алуминиевият хидроксид (глинозем).[1][2]
- Нискокачественият боксит се обработва по по-сложен начин. При него в ротационни пещи и при температура 1250 °С се синтерова смес от боксит, натрошен варовик и сода. Алуминиевият оксид се разтваря при температура от около 960 °С и преминава в разтопен криолит. Обработва се със слаб алкален разтвор и утаеният алуминиев хидроксид се отделя и филтрира.[1]
- Смесената схема Байер-синтероване се прилага за едновременна преработка на висококачествен и нискокачествен боксит в един и същи завод. Последователният метод включва преработка на боксита в глинозем по метода на Байер и след това доизвличането на алуминий чрез синтероване.[1]

## Употреба
Бокситът е основната руда за добив на AL2О3 (глинозем) и алуминий. По-голямата част от световното производство на боксит (приблизително 85%) се използва като суровина за производството на алуминиев оксид. След това, по-голямата част от получения AL2О3, на свой ред, се обработва по метода на Hall–Héroult, чрез електролитна редукция до получаването на алуминий.
От 2010 година бокситите се класифицират според тяхното предназначение и търговско приложение: абразивни, за цимент, химически, металургични, огнеупорни и т.н.
- Използва се за изработка на абразивни материали, например електрокорунд, който представлява кристален двуалуминиев триоксид. Произвежда се в няколко модификации – нормален, благороден и монокорунд. Електрокорундът може да се легира чрез прибавяне на хромов, титанов или циркониев оксид, а инструментите, изработени от него, се отличават с голяма производителност.[9]
- В черната металургия при топене на стомана за облицовка на Сименс-Мартеновите пещи или като флюс при металургични процеси.[1][6]
- За получаване на огнеупорни материали.[1]
- За бързовтвърдяващ глиноземен (алуминиев) цимент.[1]

## Находища
Световните залежи на боксит се оценяват на 55 до 75 милиарда тона, от които в Африка се намират 32%, в Океания – 23%, Южна Америка и Карибите – 21%, Азия – 18% и на други места – 6%. Големи запаси от боксит се експлоатират в Китай, в провинциите Шандун, Хайнан, Гансу, Юнан, Ляонин, Шънси и други.
В Европа богати на залежи са Унгария, Сърбия и Хърватия. Находища на боксит са известни в Румъния, Гърция и Франция. В България единственото бокситово находище се намира край село Парамун, община Трън, но няма промишлено значение.
В Азия находища на боксит са открити в Казахстан, Виетнам, Северна Корея, Индия, Турция. През ноември 2010 година, премиерът на Виетнам Nguyễn Tấn Dũng съобщава, че резервите от боксит в страната най-вероятно достигат до 11 000 Mt. Ако това е така, Виетнам ще има най-големите залежи в света, повече от Австралия и Китай.
Значителни запази има в Бразилия. В Русия основните бокситоносни райони се намират в европейската ѝ част и в планината Урал.